# Хименес, Дани
Даниэль «Дани» Хименес Эрнандес (исп. Daniel 'Dani' Giménez Hernández; род. 30 июля 1983, Виго) — испанский футболист, вратарь.

## Карьера
Хименес родился в Виго, Галисия, и первые восемь взрослой карьеры отыграл в Сегунде В за «Сельту B» и «Самору». В составе последнего он играл против «Райо Вальекано» в сезоне 2007/08 в раунде плей-офф и, хотя Самора уступила, произвел впечатление на мадридский клуб и перешёл в «Райо» в следующем сезоне, когда «Райо Вальекано» выступал в Сегунде.
В первом сезоне за мадридцев Хименес регулярно появлялся в основе и отыграл 17 матчей, но во втором сезоне стал дублером Давида Кобеньо, выйдя на поле лишь в 7 матчах. Тем не менее, в том сезоне он помог «Райо Вальекано» вернуться в Примеру после восьмилетнего отсутствия.
Хименес дебютировал на высшем уровне 28 августа 2011 года в ничейном 1-1 матче против «Атлетик Бильбао». В Примере за «Райо» Хименес отыграл 13 матчей за два сезона.
19 июля 2013 года 30-летний Хименес подписал однолетний контракт с клубом Сегунды «Алькоркон». Проведя весь сезон в основе, он в следующем сезоне перебрался в «Реал Бетис», с которым вышел в Примеру.